# 静岡県立天竜林業高等学校
静岡県立天竜林業高等学校（しずおかけんりつ てんりゅうりんぎょうこうとうがっこう）は、静岡県浜松市天竜区二俣町二俣にあった県立高等学校。日本国内で唯一の「林業」という名がつく「林業高等学校」だった。
2014年（平成26年）、静岡県立二俣高等学校及び静岡県立春野高等学校とともに廃校となり、校地は統合校である静岡県立天竜高等学校に承継された。

## 沿革
- 1924年4月2日 - 二俣町立二俣実業補習学校として開校
- 1947年 - 静岡県立二俣林業学校と改称
- 1949年 - 静岡県立二俣高等学校と統合し農業部となる
- 1950年 - 水窪分校を設置（1959年に二俣高から佐久間高へ移管される）
- 1951年 - 静岡県立天竜林業高等学校として分離独立
- 1993年 - 生産流通科・環境システム科・建築デザイン科・情報経営科を設置
- 2003年 - 生産流通科を廃止し、森林科学科を設置
- 2013年4月 - 情報経営科を廃止
- 2014年3月31日 - 静岡県立二俣高等学校及び静岡県立春野高等学校とともに閉校
- 2014年4月1日 - 静岡県立天竜高等学校が開校

2014年に開校した天竜高等学校は、天竜林業高等学校の敷地に設置された。また、天竜高の開校前に在学していた生徒は、開校の日に天竜高二俣校舎の生徒となった。その際、閉校前において修得した単位は、開校後の高校で修得した単位とみなすこととされた。

### アクセス
- 遠州鉄道鉄道線 西鹿島駅より遠鉄バス 「二俣・山東」方面に乗車し、「二俣横町」または「車道」バス停にて下車
- 天竜浜名湖鉄道 二俣本町駅 より徒歩